# Milan Bandić 365
Milan Bandić 365 – Partia Pracy i Solidarności (chorw. Bandić Milan 365 – Stranka rada i solidarnosti) – chorwacka partia polityczna o profilu socjaldemokratycznym.
Partia powstała 28 marca 2015. Założył je burmistrz Zagrzebia Milan Bandić wraz ze swoimi zwolennikami. W wyborach w 2015 ugrupowanie otrzymało 3,3% głosów w skali kraju, co pozwoliło na wprowadzenie do Zgromadzenia Chorwackiego VIII kadencji 2 posłów. Partia dołączyła do parlamentarnej centroprawicowej większości popierającej rząd Tihomira Oreškovicia. W przedterminowych wyborach w 2016 skupiona wokół burmistrza Zagrzebia koalicja dostała 4,1% głosów, co ponownie przełożyło się na 2 mandaty poselskie. W 2020 partia nie wprowadziła żadnych przedstawicieli do chorwackiego parlamentu kolejnej kadencji. Lider ugrupowania zmarł w następnym roku.